# Amedeo Ambron
Amedeo Ambron, född 23 januari 1939 i Benevento, är en italiensk vattenpolospelare. Han deltog i den olympiska vattenpoloturneringen i Rom som Italien vann. Ambron gjorde ett mål i turneringen i en match mot Japan som Italien vann med 8–1.